# ヴァルハラナイツ
『ヴァルハラナイツ』（VALHALLA KNIGHTS）は、K2が開発し、マーベラスエンターテイメントより2006年8月31日に発売されたPlayStation Portable専用のアクションロールプレイングゲームである。

## ストーリー
かつて「楽園」と呼ばれた、様々な種族が暮らす大地があった。しかし、かつてその地を支配していた魔王と、彼が統率する魔物達の侵略、跳梁により、大地は荒廃した。魔王は勇者ラスティルによって封印されたが、傷痕は大きく、楽園は光を失い、呪われた地となった。
そんな荒みきった世界で、過去の記憶を失った青年（少女）が、自分の記憶を辿るべく、旅路につく。

## システム
マップ、移動は3D形式。ダンジョン内を徘徊するモンスターと接触することでバトルに移行する。モンスターと接触した時の状況に応じて、戦闘開始の状況が変わり、戦いの推移に影響を及ぼす。
カスタマイズ要素は豊富であり、換金や敵がドロップするアイテムなどを入手して、様々な装備を着けることが出来る。

## 登場人物
ヒューマン男
声：柿原徹也
ヒューマン女
声：松来未祐
ドワーフ男
声：高橋良吉
ドワーフ女
声：久嶋志帆
エルフ男
声：加藤木賢志
エルフ女
声：清水愛
ホビット男
声：間宮くるみ
ホビット女
声：おみむらまゆこ
機械人男
声：宮田幸季
機械人女
声：石村知子
ラスティル
声：中村秀利